# Новогрудський повіт
Новогрудський повіт — історична адміністративно-територіальна одиниця Великого князівства Литовського у 1507—1795 роках, а потім з тою ж назвою у складі Російської імперії в Слонімському намісництві, Литовській, Гродненській та Мінській губерніях, що існувала у 1795–1920 роках. Центр — місто Новогрудок.

## Адміністративний поділ
1913 року в повіті було 23 волості: Вселюбська, Городейська (центр — с. Гірська Городея), Городечанська, Городищевська, Даревська (центр — с. Литва), Єремицька, Жуховицька, Корелицька, Кошелевська, Кривошинська, Любчанська, Мирська, Негневицька, Новомиська, Островська, Почаповська, Райчанська, Сновська, Стволовицька, Циринська, Черниховська (центр — с. Вольна), Щорсовська, Ястребинська (центр — с. Малоховці) та міста Новогрудок із передмістями Антоновіль, Кладки, Пересіка, Скридлово, Фортунки.

## Історія
Новогрудський повіт у складі Слонімської губернії Російської імперії був створений 1793 року після 3-го розділу Речі Посполитої. 1797 віднесений до Литовської губернії, 1801 — до Гродненської, 1843 — до Мінської. 1920 року відійшов до Польщі.

## Населення
За даними перепису 1897 року в повіті проживало 247,3 тис. чол. В тому числі білоруси — 83,7 %; євреї — 12,3 %; поляки — 1,7 %; росіяни — 1,6 %. У повітовому місті Новогрудку проживало 7887 чол.